# Aissa Diori
Aissa Diori também conhecida como Aïchatou Diori (1928 a 15 de abril de 1974) era esposa de Hamani Diori e a primeira-dama do Níger. Ela acumulou uma grande riqueza através da corrupção, incluindo imóveis de alto preço. Ela foi morta no golpe de Estado nigeriano de 1974.

## Biografia
Aissa Diori nasceu em Dogondoutchi em 1928. Ela veio da etnia Foulani. Ela se casou com a professora Hamani Diori em 9 de maio de 1945. O casal teve seis filhos, incluindo Abdoulaye Hamani Diori, que mais tarde se tornou político e empresário. Aissa Diori foi uma patrocinadora da União das Mulheres do Níger e teve vários artistas, como Bouli Kakasi, cantando seus louvores. A União das Mulheres do Níger foi fundada em 6 de outubro de 1958. Sob sua liderança, a União enfatizou a participação das mulheres em projetos comunitários, educação e criação de empregos. Formava uma rede de organizações de mulheres, mas não era capaz de influenciar a legislação que protegia as mulheres como esposas e mães. A Primeira Dama e sua UFN, no entanto, ancoraram a presença de preocupações específicas das mulheres ao público, para as quais os esforços feministas posteriores pela participação política a partir da década de 1990 se enraizaram.
Diori tornou-se a primeira-dama do Níger em 3 de agosto de 1960, quando seu marido foi inaugurado como presidente. Na geopolítica internacional, Aïssa Diori fazia parte de quase todas as viagens oficiais do presidente. Nos Estados Unidos, ela não hesitou em apoiar suas crianças negras que foram vítimas de discriminação racial. Enquanto estava no Níger, ela se preocupava com a educação de crianças nômades, pois não era educada. Ela desempenhou o papel de Ministra da Promoção da Mulher.
Diori acumulou uma fortuna considerável com a corrupção. Diori possuía muitas casas de luxo em Niamey, que alugava para embaixadas estrangeiras e executivos de empresas a preços muito altos. Ela também obteve uma grande quantidade de terras férteis no rio Níger, perto de Niamey. Muitos outros membros da elite do Rally Democrático do Partido Progressista da Nigéria também estavam lucrando, mas não tanto quanto Aissa Diori. Como resultado, ela foi chamada de austríaca (referindo-se à rainha francesa Marie Antoinette) por estudantes radicais, que a irritaram.
Ela foi baleada e morta no golpe de Estado nigeriano de 1974 em 15 de abril de 1974 pelo sargento Niandou Hamidou. Seus guardas tuaregues também morreram no golpe, as únicas baixas em um caso amplamente sem sangue que levou à dissolução do governo de seu marido. Sucedeu-a como primeira-dama Mintou Kountche, que também adquiriu uma reputação de ganância e corrupção.